# Венантини, Венантино
Венантино Венантини (итал. Venantino Venantini; 17 апреля 1930, Фабриано, Италия — 8 октября 2018, Витербо, Италия) — итальянский киноактёр, лауреат премии «Серебряная лента» за лучшую мужскую роль второго плана. Снимался более чем в 180 различных фильмах и сериалах.
Наиболее известен по роли киллера Паскаля в криминальном фильме Жоржа Лотнера «Дядюшки-гангстеры» (1963), преступника Мики в комедии Жерара Ури «Разиня» (1965), наёмника Форсайта в триллере Руджеро Деодато «Спасите „Конкорд“!» (1979), отца одной из героинь в фильме ужасов Лучо Фульчи «Город живых мертвецов» (1980) и сержанта Нью-Йоркской полиции Росса в фильме ужасов Умберто Ленци «Каннибалы» (1981),

## Избранная фильмография
- 1963 — Дядюшки-гангстеры / Les tontons flingueurs
- 1965 — Разиня / Le corniaud
- 1966 — Ресторан господина Септима / Le Grand Restaurant
- 1968 — Битва за Анцио / Lo sbarco di Anzio — капитан Бёрнс
- 1970 — Жена священника / La moglie del prete
- 1971 — Жил-был полицейский / Il était une fois un flic
- 1973 — Номер один / Number one
- 1975 — Эммануэль 2 / Emmanuelle: L’antivierge
- 1977 — Спасите, она меня любит! / L’altra metà del cielo
- 1978 — Клетка для чудаков / La cage aux folles
- 1979 — Спасите «Конкорд»! / Concorde Affaire '79
- 1979 — Кто есть кто / Flic ou voyou
- 1980 — Терраса / La Terrazza
- 1980 — Город живых мертвецов / Paura nella città dei morti viventi
- 1980 — Апокалипсис каннибалов / Apocalypse domani — лейтенант Хилл (в титрах не указан)
- 1981 — Каннибалы / Cannibal Ferox
- 1985 — Леди-ястреб / Ladyhawke
- 1985 — Последнее слово правосудия / Final Justice — Джозеф Палермо
- 1987 — Любовь и страсть / Capriccio
- 1990 — Королевская шлюха / La putain du roi
- 2010 — 22 пули: Бессмертный / L’immortel